# المملكة (مصارعة محترفة)
مملكة (بالإنجليزية: Kingdom)‏ مملكة لمصارعة المحترفين (بالإنجليزية: Kingdom Pro Wrestling)‏ كان عرضًا ترويجيًا للمصارعة المحترفة على الطراز الياباني لمصارعة شوت أقام أحداثًا في عامي 1997 و1998.

## وصلات خارجية
- تاريخ مملكة والإحصائيات والنتائج والمزيد